# Йоанн Ндує-Бруар
Йоанн Ндує Бруар (фр. Yohann Ndoye Brouard, 29 листопада 2000) — французький плавець.
Призер Чемпіонату Європи з водних видів спорту 2020 року.